# Loup de bronze

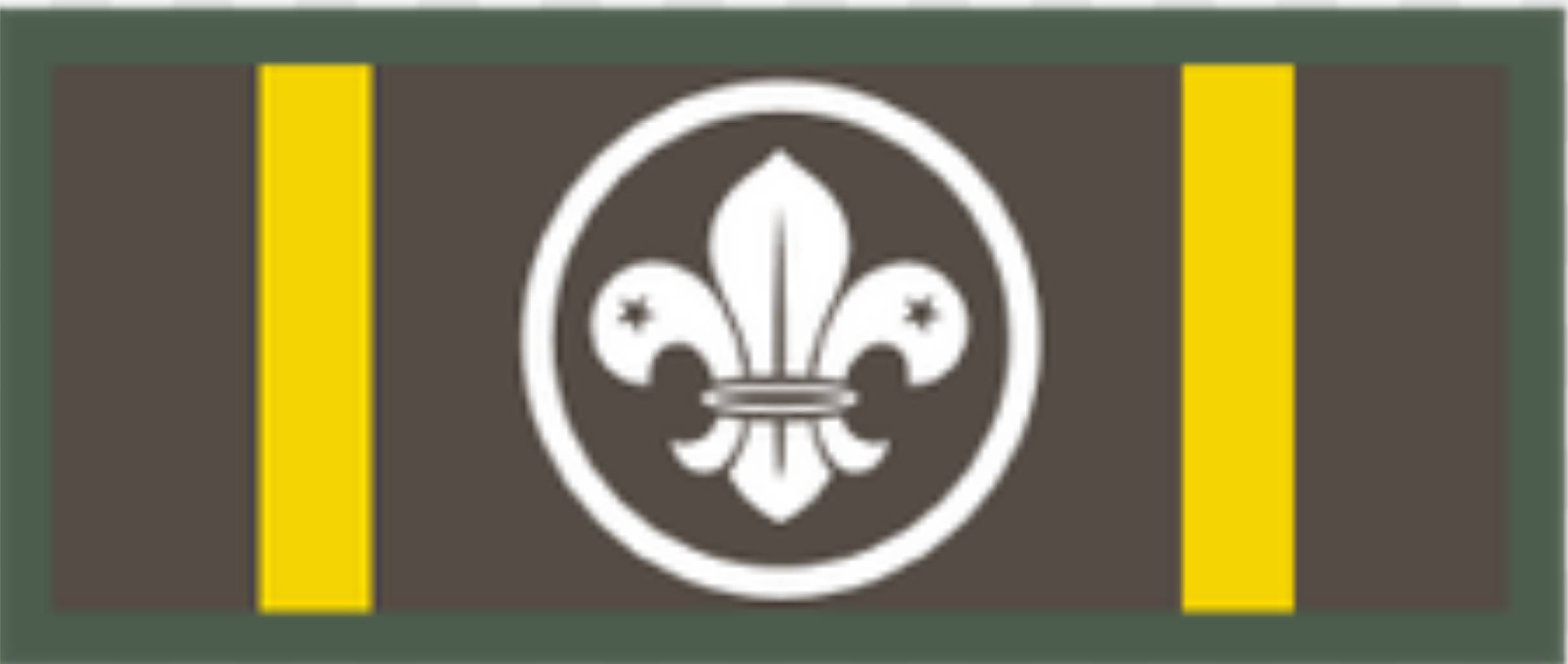
Apparence du Loup de Bronze

Créé en 1935, le Loup de bronze est la distinction décernée par le Comité mondial du scoutisme en reconnaissance de services exceptionnels rendus par une personne au Scoutisme. Son nom est une référence au Loup d'argent, que remettait Baden-Powell aux responsables scouts nationaux, en reconnaissance de services exceptionnels au Scoutisme.
La première personne à recevoir cette distinction fut Baden-Powell. Pendant les vingt premières années d'existence de cette distinction, seules 12 décorations furent remises. À ce jour, cette récompense a été décernée à  320 personnes.

## Liste des personnes distinguées

### 8eConférence mondiale du scoutisme(Stockholm,Suède,1935)
- Baden-Powell, Royaume-Uni

### 1978
- Abdul Azis Saleh

### 35eConférence mondiale du scoutisme(Durban,Afrique du Sud,1999)[1]
- Abdoulaye Sar, Sénégal ;
- l’Honorable Kim Chong-Hoh, Corée ;
- Vladimir Lomeiko, UNESCO ;
- Malick M’Baye, UNESCO et Sénégal ;
- Jack McCracken, Canada ;
- Mohamed Bin Ali Triki, Tunisie ;
- Jacques Moreillon, Secrétaire Général de l’Organisation Mondiale du Mouvement Scout.

## Source
- Présentation du Loup de Bronze sur le site de l'OMMS